# تپه کهنه ولی‌آباد
تپه کهنه ولی آباد مربوط به عصر آهن است و در شهرستان گنبد کاووس، بخش مرکزی، روستای گاومیشلی واقع شده و این اثر در تاریخ ۲۲ تیر ۱۳۷۹ با شمارهٔ ثبت ۲۷۲۴ به‌عنوان یکی از آثار ملی ایران به ثبت رسیده است.